# Kilian Lipp
Kilian Lipp (* 1953 in Vorderhindelang) ist ein zeitgenössischer deutscher Maler.

## Biographie
Kilian Lipp wurde als zweites von sieben Kindern in Vorderhindelang geboren.
Nach einem Jahr zur See als Ing. Assistent auf der „MS Olga Jakob“ studierte er 1973 bis 1977 an den Fachhochschulen für Design – Schwerpunkt Malerei und Plastik – in Aachen und Krefeld.
Seit 1981 lebt und arbeitet er in Bad Hindelang, auf dem Gailenberg und in der Toskana.

## Werk
Kilian Lipps bevorzugte Arbeitstechnik für seine zum Teil sehr großformatigen Arbeiten ist die Ölmalerei sowie Pastellkreide, Aquarellfarben und Bleistift auf Papier – er signiert mit "Kili".
Seine Arbeiten sind in bedeutenden Kunstsammlungen, Galerien und Museen zu finden, darunter Allgäu Museum Kempten (Allgäu), Kornhausmuseum Weiler, Alpines Museum München, Sammlung Frieder Burda Baden-Baden u. a.

„In den Bildern Kilian Lipps gibt es etwas Unsichtbares, etwas Tiefes, Anrührendes, Mythisches, Ewiges. Er verbindet im Aufbau seiner Bilder Dynamik und Statik, Kraft und Ruhe, in starken Farbakzenten und mit ausgeprägtem Duktus. Er geht an seine Motive ganz nah heran, entfernt aus seinen Naturszenen alles Zivilisatorische – kein Detail zu viel, leergeräumt bis aufs Wesentlichste. Die Reduktion auf den kleinsten gemeinsamen Nenner erhöht die Erkennbarkeit. Selbstbestimmung und Freiheit sind Leitthemen bei Kilian Lipp. Hinter dem Sichtbaren sucht und findet der Maler instinktiv die ewige Form, den archaischen Menschen. Er zeigt uns eine reine Natur in Würde und Dauer.“

## Ausstellungen (Auszug)
- 1988  Einzelausstellung im Marstall-Museum, Kempten (Allgäu)
- 1989  Galerie Hartmann, München; Art Basel
- 1990  Galerie Hartmann, München; Kunstmesse Düsseldorf und Hannover; Art Basel
- 1992  Kunstverein Echterdingen
- 1993  Kunstforum Oberes Allgäu mit Friedrich Hechelmann u. Maximilian Ruess
- 1994  Villa Jaus, Oberstdorf
- 1995  Kornhausmuseum, Weiler
- 1996  Raiffeisenhaus Sonthofen mit Katalog
- 1997  Gallery 54, New York
- 1998  Kunstforum Oberes Allgäu
- 1999  Sankt Mang Kirche, Kempten (Allgäu); Galerie im Torhaus, Leutkirch
- 2000  Kunsthaus Becker, Bad Kreuznach; Villa Jaus, Oberstdorf; Galerie Leonardis, Oberursel, Frankfurt
- 2001  Kunstverein Nord, Bremen
- 2002  Galerie Max-21, Iphofen
- 2003  Eröffnungsausstellung – Kunsthalle Kempten; Galerie der Fachklinik Enzensberg
- 2004  Galerie Augenblick, Tannheim; Kunstkabinett Zehenthof, Weyarn
- 2005  Ausstellung zur Nordischen WM in Oberstdorf; Kunst im Schloss, Bad Grönenbach
- 2006  Historisches Rathaus, Leer; Raiffeisenhaus Sonthofen mit Katalog
- 2007  Museum Kempten – Ausstellung zum Jazzfrühling
- 2008  Eröffnung Kunsthaus Lipp auf dem Gailenberg
- 2009  Museum Kempten – Ausstellung zum Jazzfrühling
- 2014  Städtische Galerie im Torhaus, Leutkirch
- 2016  Schwäbische Galerie im Volkskundemuseum Oberschönenfeld

## Auszeichnungen und weitere Tätigkeiten
- 1978–1980 Gründungsmitglied Künstlerbund Bottrop
- 1988 Kunstpreis der Stadt Kempten (Allgäu)
- 1994 Symposion Kempten (Allgäu): „gezählt – gewogen – geteilt“
- 2000–2003 Gastdozent an der Europaakademie in Isny
- 2005 Plakat zur Nordischen Ski-WM in Oberstdorf
- 2007–2009 Plakate zum Kemptener Jazzfrühling
- 2009 Denkmalpreis 2008 Bezirk Schwaben für Annette und Kilian Lipp
- 2009 Denkmalschutzmedaille des Freistaates Bayern für Annette und Kilian Lipp